# Hallur, Gokak
Hallur là một làng thuộc tehsil Gokak, huyện Belgaum, bang Karnataka, Ấn Độ.